# Emil Faas
Emil Faas (* 1884 in Pforzheim; † 1906 ebenda) war ein deutscher Fußballspieler.

## Karriere
Faas gehörte wie sein jüngerer Bruder Robert dem 1. FC Pforzheim ebenfalls als Torhüter an; jedoch knapp zehn Jahre zuvor.
Mit Gründung des Vereins im Jahr 1896 bis Saisonende 1906/07 gehörte er dem Verein an, für den er ab der ersten Endrunde um die Süddeutsche Meisterschaft 1898/99, ab der Saison 1901/02 im Bezirk Württemberg und ab der Saison 1904/05 im Gau Mittelbaden, eine von vier Gauen innerhalb des Südkreises in den vom Verband Süddeutscher Fußball-Vereine organisierten Meisterschaften, zum Einsatz bzw. zu Punktspielen kam.
Belegte er 1905 mit seiner Mannschaft noch als Neuling in der Gauliga Mittelbaden den zweiten Platz hinter dem Karlsruher FV, so ging er in der Folgesaison als Meister aus dieser hervor. Diesem Erfolg folgte die Südkreismeisterschaft und die Süddeutsche Meisterschaft, die durch den 5:3-Sieg am 25. April 1906 gegen den Nordkreismeister 1. Hanauer Fußball-Club 1893 errungen wurde.
Damit als Teilnehmer an der Endrunde um die Deutsche Meisterschaft qualifiziert, debütierte er am 6. Mai 1906 in Mannheim beim 4:2-Sieg n. V. im Viertelfinale über den Kölner FC 1899. Danach bestritt er das am 20. Mai 1906 in Braunschweig mit 4:0 gewonnene Halbfinale gegen den BTuFC Union 92 aus Berlin. Das am 27. Mai 1906 in Nürnberg ausgetragene Finale gegen den VfB Leipzig wurde dagegen mit 1:2 verloren. Seine letzte Saison in der Gauliga Mittelbaden schloss er mit seiner Mannschaft als Zweitplatzierter erneut hinter dem Karlsruher FV ab.
Faas starb noch 1906 an einem Herzleiden und wurde auf dem Pforzheimer Hauptfriedhof beigesetzt. Sein vom 1. FC Pforzheim gestifteter, zwei Tonnen schwere Gedenkstein wurde 1961 an die Stehtribüne des Stadions im Brötzinger Tal versetzt.

Faas (5. v. l.) und Mitspieler des
1. FC Pforzheim; Süddeutscher Meister 1906

## Erfolge
- Zweiter der Deutschen Meisterschaft 1906
- Süddeutscher Meister 1906
- Südkreismeister 1906
- Gaumeister Mittelbaden 1906